# Final Fantasy Crystal Chronicles: My Life as a King
Final Fantasy Crystal Chronicles: My Life as a King (小さな王様と約束の国 ファイナルファンタジー・クリスタルクロニクル, Chiisana Ōsama to Yakusoku no Kuni: Fainaru Fantajī Kurisutaru Kuronikuru) é um jogo de video game desenvolvido pela Square Enix para o serviço WiiWare do Wii. A Square Enix decidiu fazer um jogo para WiiWare que fosse de alto nível, escolhendo o gênero de simulação e um título da série Final Fantasy.
O jogo é dos estilo de construção de cidade, vivenciado no mundo do RPG de ação Final Fantasy Crystal Chronicles, sendo o terceiro título dessa série. Seguindo os eventos do primeiro jogo de Crystal Chronicles, o filho do rei que perdeu o reino durante o primeiro jogo estabelece um novo reino, no qual deve reconstruir e tornar um reinado pacífico e prosperoso.
O jogo foi um dos títulos de lançamento do serviço WiiWare em todas as regiões onde o serviço atua, sendo lançado em 25 de março de 2008 no Japão, 12 de maio de 2008 na América do Norte e América Latina, e em 20 de maio de 2008 na Europa. O jogo custa 1500 Wii Points, e ocupa o total de 287 blocos na memória interna do Wii. As análises do jogo, feitas por sites e revistas especializadas foram por maioria positivas.

## Personagens
- King Leo: É o personagem controlado pelo jogador. Ganha o reinado, que terá de reconstruir com a ajuda de seus amigos.
- Chime: É o assistente do rei, que pode ser acionado durante qualquer momento do jogo para o esclarecimento de dúvidas.
- Hugh Yurg:  É o cozinheiro do rei e o comandante das armas, cuida dos guerreiros do reinado.
- Pavlov: É um peguim, pode ser acionado para conseguir informações sobre as diversas masmorras
- King Epitav: O pai do rei
- The Dark Lord: O antagonista principal do jogo, chefe do calabouço
- Moogle Brothers: Fornecem informações sobre alguns pontos do jogo
- Stiltzkin: Um viajante que narra os acontecimentos do passado.

## Recepção
Final Fantasy Crystal Chronicles: My Life as a King recebeu por maioria boas avaliações. A IGN fez a análise do jogo junto ao lançamento japones, o site delarou que a qualidade do jogo era impressionante, citando como "um bom inicio" para o serviço WiiWare da Nintendo. No lançamento da versão americana, o site avaliou a jogabilidade do jogo como repetitiva, e que seria um versão de Final Fantasy na qual os jogadores não se aventuram fora de casa. O site 1UP.com comparou o jogo a Animal Crossing, mais com um toque de RPG. Outras análises elogiaram as músicas do jogo como boa, e alguns reclamaram do fato de que o jogo não roda no modo progressive scan.
O site WiiWare World deu ao jogo nota 9 de 10, citando que "É o título mais ambicioso presente no WiiWare". Mike Smith da Yahoo! Games comentou que o jogo era viciante, dizendo que "Final Fantasy Crystal Chronicles: My Life as a King é mais difícil de se livrar do que cocaína".